# 無料サーバ
無料サーバ（むりょうサーバ）とは、Webサーバのスペースを無償で提供するサービスである。

## 概要
通常サーバの維持管理および回線には費用が発生する。このサービスはそれら費用をどう賄うかというと、大多数のサーバは企業・個人の提供を問わずWebサービスの画面の一部に広告が表示される。その広告収入により運営費用を賄うことが多い。
また、有料のレンタルサーバーの下位プランや試用、利用者にアンケートなどを義務とすることの対価、個人の好意(サーバの余剰スペースの貸し出し、管理者のサーバの研究や管理の訓練の一環)という位置づけで広告表示義務なく利用できるものもある。

### 制限
通常有料のレンタルサーバに比べ様々な制限が存在する。
例としては、サービスで利用可能な容量が少ない、転送量制限、Perl・Ruby・PHPなどスクリプト言語利用制限、Webサイトの管理更新義務、管理者への応答義務、Webページの内容制限(アダルトや商用利用の禁止など)、アップロードするファイルの種別や容量の制限、広告の表示義務および一部レイアウトの禁止、バックアップの保証なしなど(これらのうちいくつかが該当する)である。
また、契約者のWebサイトが規約などに違反したと管理者に判断されればレンタルしていたWebスペース(およびコンテンツ)が独断で削除されることがある。
新規にホームページを開設する場合も、抽選、先着順、特定期間のみの募集となっているものが少なくない。